# Idiocerus sheni
Idiocerus sheni är en insektsart som beskrevs av Xu och Cai. Idiocerus sheni ingår i släktet Idiocerus och familjen dvärgstritar. Inga underarter finns listade i Catalogue of Life.